# سو شيلتون وايت
سو شيلتون وايت (بالإنجليزية: Sue Shelton White)‏ هي سفرجات ومحامية أمريكية، ولدت في 1887، وتوفيت في 6 مايو 1943.